# شيرغ (فشارود)
شيرغ (بالفارسية: شیرگ) هي مستوطنة تقع في إيران في قسم فشارود الريفي. يقدر عدد سكانها بـ 105 نسمة .